# Бакхед (Џорџија)
Бакхед (Џорџија) (енгл. Buckhead) град је у америчкој савезној држави Џорџија. По попису становништва из 2010. у њему је живело 171 становника.

## Демографија
Према попису становништва из 2010. у граду је живело 171 становника, што је 34 (16,6%) становника мање него 2000. године.
| Група             | 2000.       | 2010.       |
| Белци             | 131 (63,9%) | 132 (77,2%) |
| Афроамериканци    | 60 (29,3%)  | 37 (21,6%)  |
| Азијати           | 0 (0,0%)    | 0 (0,0%)    |
| Хиспаноамериканци | 6 (2,9%)    | 2 (1,2%)    |
| Укупно            | 205         | 171         |